# Форново-Сан-Джованні
Форново-Сан-Джованні (італ. Fornovo San Giovanni) — муніципалітет в Італії, у регіоні Ломбардія,  провінція Бергамо.
Форново-Сан-Джованні розташоване на відстані близько 460 км на північний захід від Рима, 39 км на схід від Мілана, 22 км на південь від Бергамо.
Населення — 3440 осіб (2014).
Щорічний фестиваль відбувається 24 червня. Покровитель — святий Іван Хреститель.

## Демографія
Населення за роками:

Станом на 1 січня 2023 року в муніципалітеті офіційно проживали 292 іноземці з 33 країн, серед них 57 громадян країн Євросоюзу та 3 громадяни України.

## Сусідні муніципалітети
- Баріано
- Караваджо
- Фара-Олівана-кон-Сола
- Моццаніка
- Романо-ді-Ломбардія